# Schendylops gounellei
Schendylops gounellei är en mångfotingart som först beskrevs av Henri W. Brölemann 1902.  Schendylops gounellei ingår i släktet Schendylops och familjen småjordkrypare. Inga underarter finns listade i Catalogue of Life.